# Raja clavata
Raja clavata é uma espécie de peixe da família Rajidae conhecida pelo nome comum de raia-lenga.

## Descrição
Pode ser encontrada nos seguintes países: Albânia, Alemanha, Argélia, Angola, Bélgica, Benim, Bósnia e Herzegovina, Bulgária, Camarões, República do Congo, República Democrática do Congo, Croácia, Chipre, Costa do Marfim, Dinamarca, Egito, Guiné Equatorial, Ilhas Feroé, França, Gabão, Gana, Gibraltar, Grécia, Guiné, Guiné-Bissau, Islândia, Irlanda, Israel, Itália, Líbano, Libéria, Líbia, Madagáscar, Malta, Mauritânia, Maurícia, Monaco, Marrocos, Holanda, Nigéria, Noruega, Polónia, Portugal, Roménia, Rússia, São Tomé e Príncipe, Senegal, Serra Leoa, Eslovénia, Espanha, Suécia, Síria, Togo, Tunísia, Turquia, Reino Unido, possivelmente Namíbia e possivelmente África do Sul.
Os seus habitats naturais são: mar aberto e mar costeiro.